# Base aérea de İncirlik

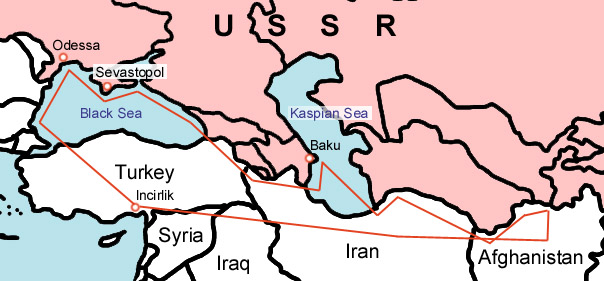
Mapa do percurso de algumas das missões de reconhecimento lançadas a partir de İncirlik durante a Guerra Fria

A Base Aérea de İncirlik (em turco: İncirlik Hava Üssü); código ICAO: LTAG) é uma
base aérea da Turquia operada conjuntamente pelas Forças Aéreas dos Estados Unidos na Europa (USAFE) e pela Força Aérea da Turquia (Türk Hava Kuvvetleri). Está situada juntò à vila do mesmo nome, a cerca de 12 km a leste de Adana, a quarta maior cidade da Turquia, e a 56 km da costa do mar Mediterrâneo. Dada a sua relativa proximidade de locais com eleveado potencial de conflitos, como por exemplo o Iraque, o Irão e a Arménia, a base é de grande importância para a Região Sul da OTAN (Organização do Tratado do Atlântico Norte).
İncirlik é a sede da 39.º unidade (Air Wing) da 3.ª Força Aérea da Europa dos Estados Unidos e do 10.º unidade (Ana Jet Üs ou AJÜ) do 2.º Comando Aéreo (Hava Kuvvet Komutanlığı) da Força Aérea Turca. No final de 2002 o contingente da base ascendia a 4 000 militares, composto sobretudo por elementos da 39.ª Air Wing. Além dos militares americanos, faziam então parte do contingente permanente da base 215 militares britânicos da RAF e 41 militares turcos. Pouco menos de metade do pessoal participava na Operação Northern Watch, encarregada de zelar pelas zonas de exclusão aérea no Iraque estebelecidas após a Guerra do Golfo de 1991.
A base tem uma pista com 3 048 m de comprimento e outra de 2 740 m, ambas localizadas entre cerca de 57 hangares reforçados (HAS, Hardened Aircraft Shelter ou PAS, Protective Aircraft Shelter).

## História
A base foi construída a partir da primavera de 1951 pelo Corpo de Engenharia do Exército dos Estados Unidos. Inicialmente, a Força Aérea dos Estados Unidos (USAF) planeava usar a base como local de preparação de emergência e reparações de bombardeiros pesados e médios. O Estado-Maior das Forças Armadas da Turquia e a USAF assinaram um acordo de uso conjunto da nova base em dezembro de 1954, a qual foi batizada como Base Aérea de Adana em 21 de fevereiro de 1955, nela se tendo instalado o 7216.º Esquadrão Aéreo da USAF. Em 28 de fevereiro de 1958 o nome foi mudado para o atual, Base Aérea de İncirlik.

### Missões de reconhecimento a partir de İncirlik
Desde os primeiros anos da sua existência que a importância da base se evidenciou, não apenas nas atividades da antissoviéticas da Guerra Fria, mas também na resposta às crises no Médio Oriente, nomeadamente no Líbano e em Israel.
Em 1956 teve início o Projeto 119L, que oficialmente se apresentava como um programa de lançamento de balões meteorológicos e como a principal função da base de İncirlik, mas cujo verdadeiro objetivo era apoiar  missões de reconhecimento estratégico sobre a União Soviética. O lançamento de balões foi iniciado em fevereiro de 1956 sob o nome de código Genetrix. Após o lançamento de alguns balões, no final de 1957 começaram a ser efetuados voos de reconhecimento com aviões Lockheed U-2 integrados na "Operação Overflight", os quais incluíam voos sem paragens entre İncirlik e uma base da OTAN no norte da Noruega. Além dos U-2, İncirlik foi também a base para voos de reconhecimento no espaço aéreo reclamado pela União Soviética sobre o Mar Negro, sobre o Mar Cáspio e inclusivamente sobre o Afeganistão, efetuados por aviões Boeing B-47H Stratojet da USAF e Martin P4M Mercator e Douglas A-3 Skywarrior da Marinha dos Estados Unidos.
İncirlik foi a principal base para voos dos U-2 na região até 1 de maio de 1960, quando um volley (disparo de vários mísseis simultaneamente) de cerca de 14 mísseis terra-ar S-75 Dvina (SA-2 Guideline na terminologia da OTAN) abateu o U-2 pilotado por Francis Gary Powers perto de um local de testes de mísseis balísticos intercontinentais e de Ecaterimburgo (Sverdlovsk).

### Crise do Líbano de 1958
A Crise do Líbano de 1958 deflagrou durante o verão de 1958, venado o presidente americano Eisenhower a ordenar aos esquadrões da Composite Air Strike Force Bravo do Comando Tático Aéreo que se deslocassem imediatamente dos Estados Unidos para İncirlik. Essa força era composta por aviões F-100 Super Sabre, B-57 Canberra, F-101 Voodoo e B-66 Destroyer, além de WB-66 (versão do B-66 para reconhecimento meteorológico) de suporte. Estes equipamentos e o seu pessoal esgotaram as infraestruturas da base aérea de İncirlik, a qual foi também usada pelos aviões que transportaram um batalhão de infantaria do Exército dos Estados Unidos da Alemanha para o Líbano. Dado que não chegou a ocorrer nenhum combate envolvendo forças do exército ou dos marines americanos, os aviões de combate estacionados em İncirlik acabaram por ser usados em missões de não combate para apoiar movimentos de tropas aliadas, de demonstração de força sobre o Líbano, nomeadamente sobre Beirute, voos de reconhecimento aéreo e lançamento de panfletos de propaganda sobre o Líbano.

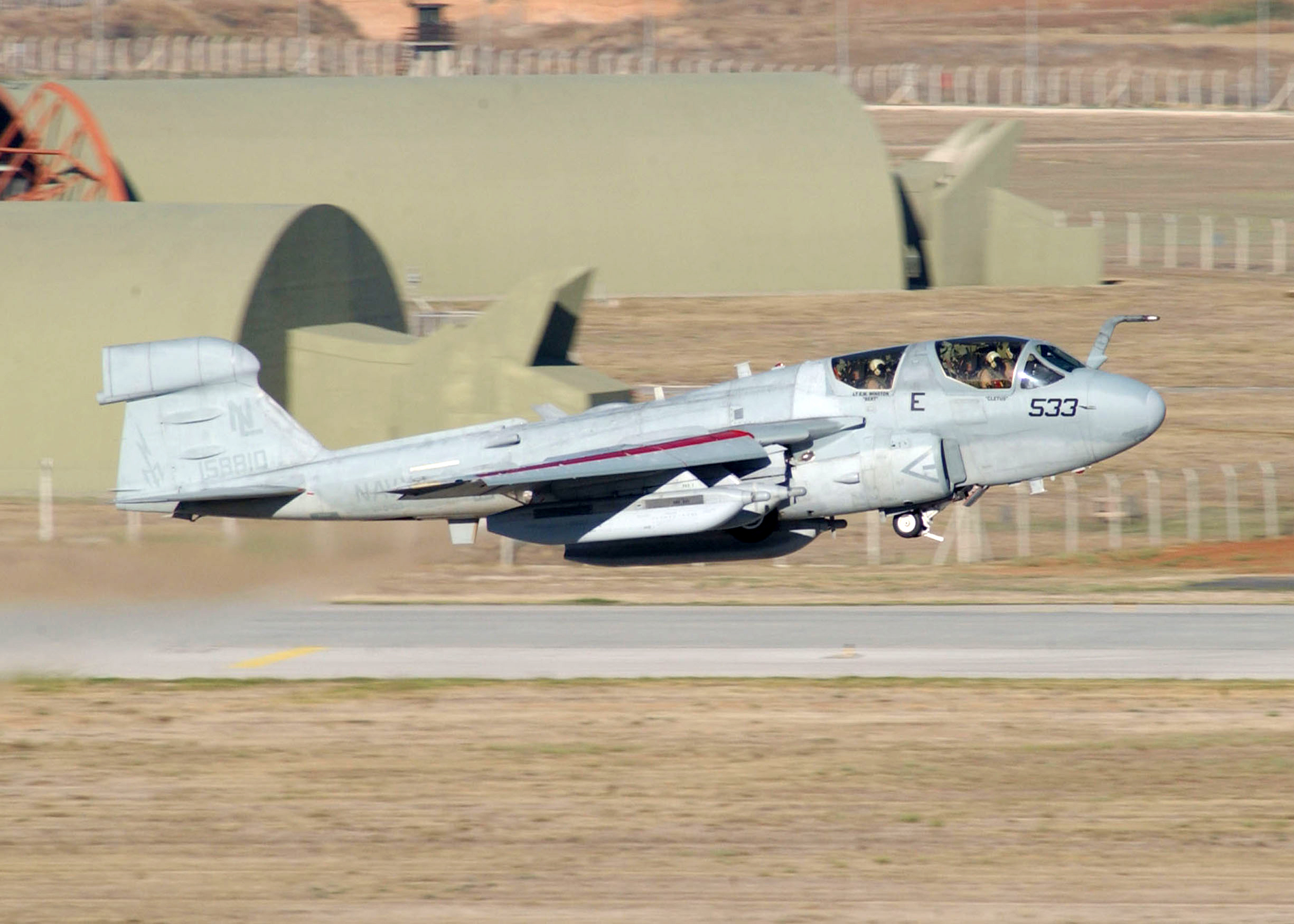
Descolagem de umm EA-6 Prowler da Marinha dos Estados Unidos em İncirlik

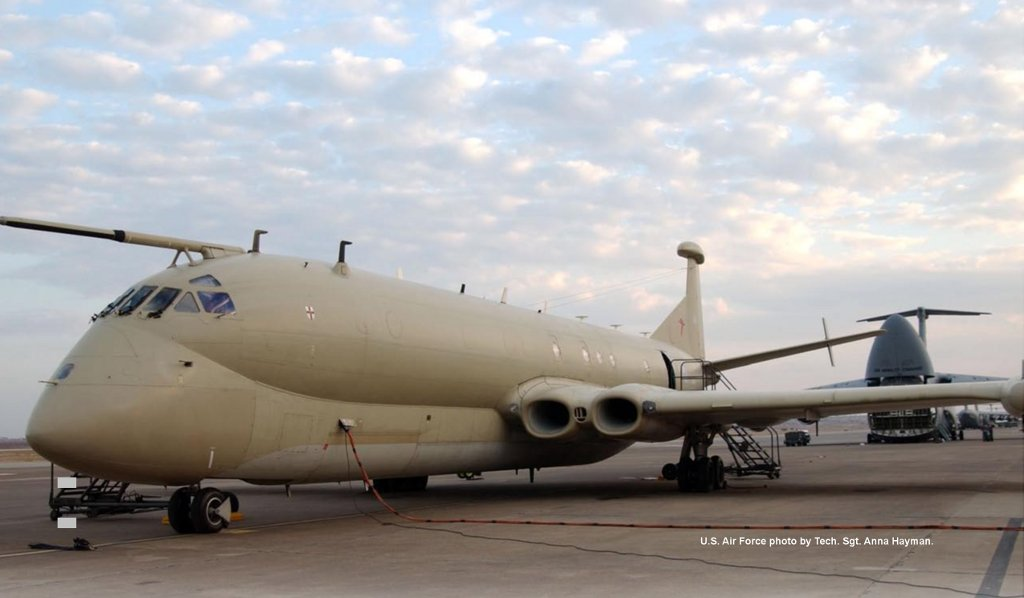
Um avião de reconhecimento Hawker Siddeley Nimrod MR2 da Royal Air Force britânica na Base Aérea de İncirlik em 2006

Como parte de um esforço para levar unidades com experiência de combate para a região da Turquia, as Forças Aéreas dos Estados Unidos na Europa (USAFE) desativaram o 7216.º Esquadrão, que entretanto já tinha sido promovido a um Grupo de Base Aérea (Air Base Group), e ativaram o 39.º Grupo Tático em sua substituição a 1 de abril de 1966. Esta unidade assumiu o controlo das unidades permanentes de apoio e passou a receber o esquadrões rotativos que conduziam operações de treino, além de manter uma foça dissuasora na base.

### Como local de treino
Depois da Crise do Líbano, a base de İncirlik começou a ser usada por esquadrões de F-100 que, rotativamente, permaneciam 100 dias na Turquia, após o que voltavam aos Estados Unidos. As missões de voo em İncirlik foram diversificadas em 1970, quando a Força Aérea Turca autorizou as USAFE a usarem o campo de testes de mísseis ar-terra situado 240 km a noroeste de Cónia, o qual começou a ser usado em treinos dos esquadrões deslocados para İncirlik. Esses esquadrões também treinavam com mísseis ar-ar sobre Mediterrâneo ao largo de Adana.
Ao longo das décadas de 1970 e 1980, exceto durante a crise do Chipre, estiveram estacionados em İncirlik diversos tipos de aviões de combate, nomeadamente F-4 Phantom II, F-15 Eagle, F-16 Fighting Falcon, F-111 Aardvark, A-10 Thunderbolt II e C-130 Hercules.

### Embargo
Devido à Turquia ter usado equipamento militar fornecido pelos Estados Unidos na invasão de Chipre, o Congresso dos Estados Unidos decretou um embargo de armas à Turquia. Em resposta, em meados 1975, o governo turco anunciou que todas as bases militares americanas na Turquia seriam encerradas e o seu controlo transferido para a Força Aérea Turca. Somente as bases de İncirlik e de Esmirna permaneceram sob controlo americano devido ao seu papel na OTAN, mas inclusivamente nessas bases todas as atividades não relacionadas com a OTAN foram suspensas.

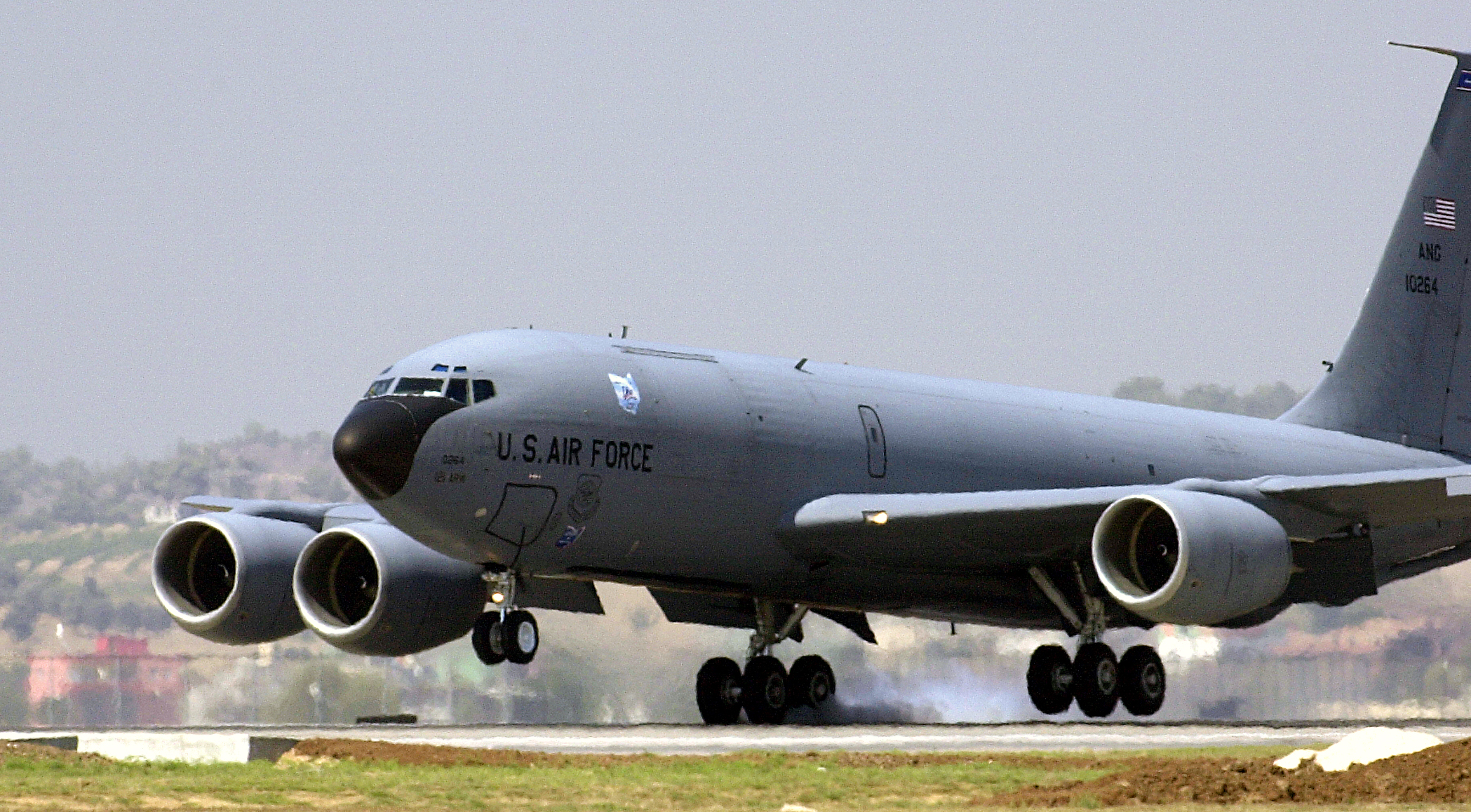
Aterragem de um Boeing KC-135 Stratotanker de reabastecimento aéreo da Guarda Nacional Aérea (Air National Guard) em İncirlik

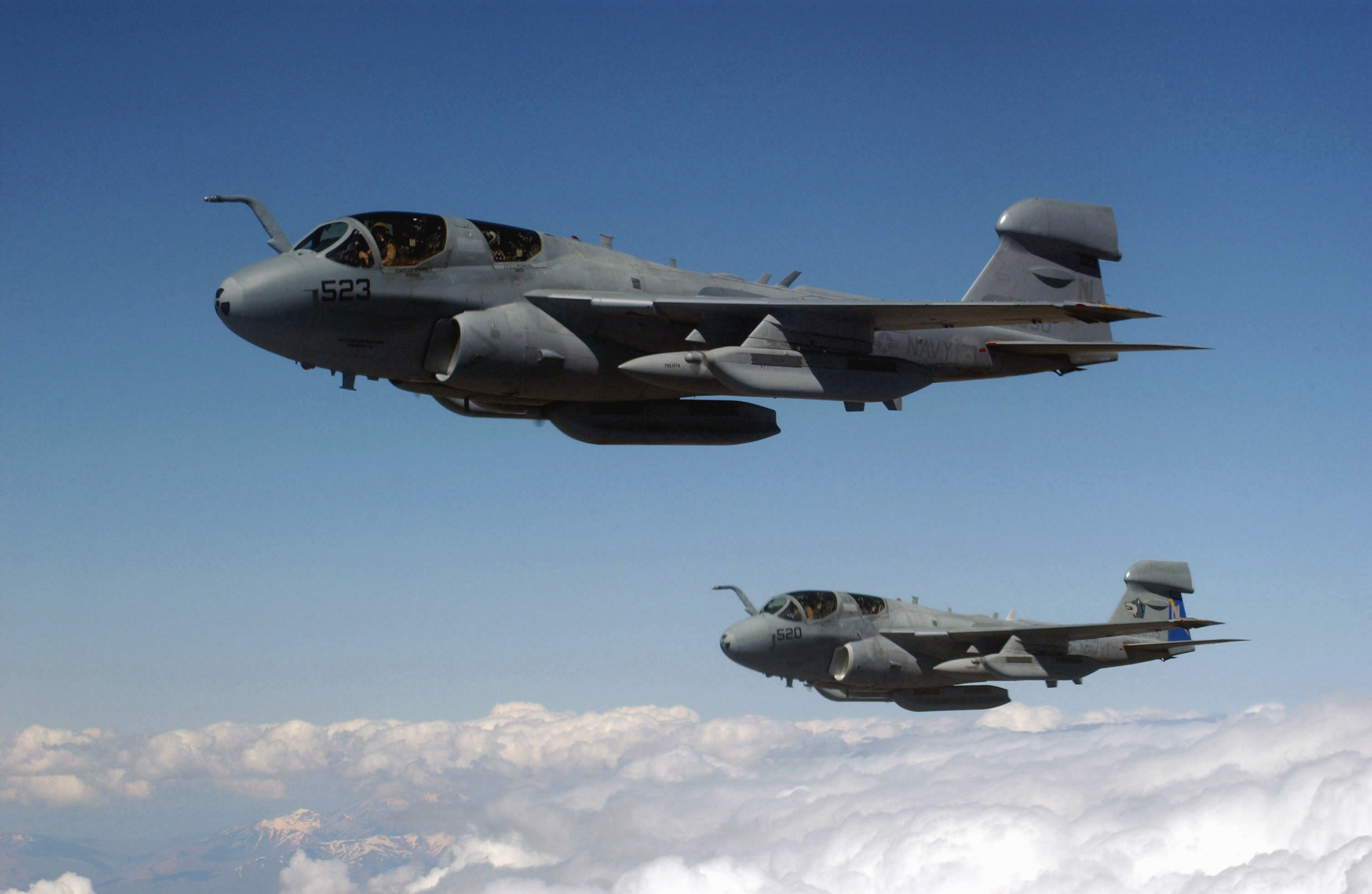
EA-6 Prowlers envolvidos na Operação Northern Watch

As operações militares americanas normais na Turquia só foram retomadas em setembro de 1978, quando o Congresso levantou o embargo e reiniciou a assitência militar e naval à Turquia. Ambos os países assinaram um "Acordo de Defesa e Cooperação Económica" (Defense and Economic Cooperation Agreement, DECA) em 29 de março de 1980. Depois da assinatura desse acordo, a USAF iniciou o Turkey Catch-up Plan, destinado a melhorar a qualidade de vida dos militares estacionados em İncirlik. Um dos principais projetos desse plano foi a construção de um novo complexo de alojamentos para os soldados e oficiais.

### Ajuda humanitária
Depois da invasão do Kuwait pelo Iraque em 1990, a 7440.ª Composite Wing (lit: ala composta) tomou o controlo do 39.º Grupo Tático da USAF. A 7440.ª era o componente aéreo da Joint Task Force Proven Force, a qual controlava 140 aviões e abriu uma frente de batalha a norte, que forçou o Iraque a dividir as suas defesas entre o norte e o sul, onde os principais ataques da coligação ocorreram, como parte da Operação "Tempestade do Deserto". Após a guerra, İncirlik acolheu a Combined Task Force Provide Comfort (OPC), um esforço para levar ajuda humanitária a milhões de refugiados curdos no norte do Iraque.
O 39.º Grupo Tático da USAF foi reestruturado em 1 de outubro de 1993, passando a ser uma ala comum (wing) da Força Aérea americana.
A operação Quick Transit (trânsito rápido) do Departamento de Estado dos Estados Unidos evacuou milhares de curdos no norte do Iraque no final de 1996. A ala providenciou suporte logístico na Turquia para esta operação. que assinalou o final da componente humanitária da operação Provide Confort. Esta terminou em dezembro de 1996, tendo sido substituída pela operação Nothern Watch (OWN, "vigilância a norte") a 1 de janeiro de 1997. A OWN tinha como missão a vigilância do cumprimento da exclusão aérea acima do paralelo 36.º no Iraque decretada pelas sanções impostas pela ONU
A 39.ª Ala Expedicionária Aérea e Aeroespacial (39th Air and Space Expeditionary Wing) foi ativada em İncirlik a 15 de setembro de 1997 para İncirlik os meios da USAF envolvidos na OWN. A cidade de tendas da base, a Hodja Village, tornou-se a maior da USAF.
A partir de 1994, a Força Aérea Turca começou a receber aviões de reabastecimento aéreo Boeing KC-135R-CRAG Stratotanker. Os sete aviões operados pelo 101.º esquadrão foram estacionados em İncirlik.

### Afeganistão e Iraque

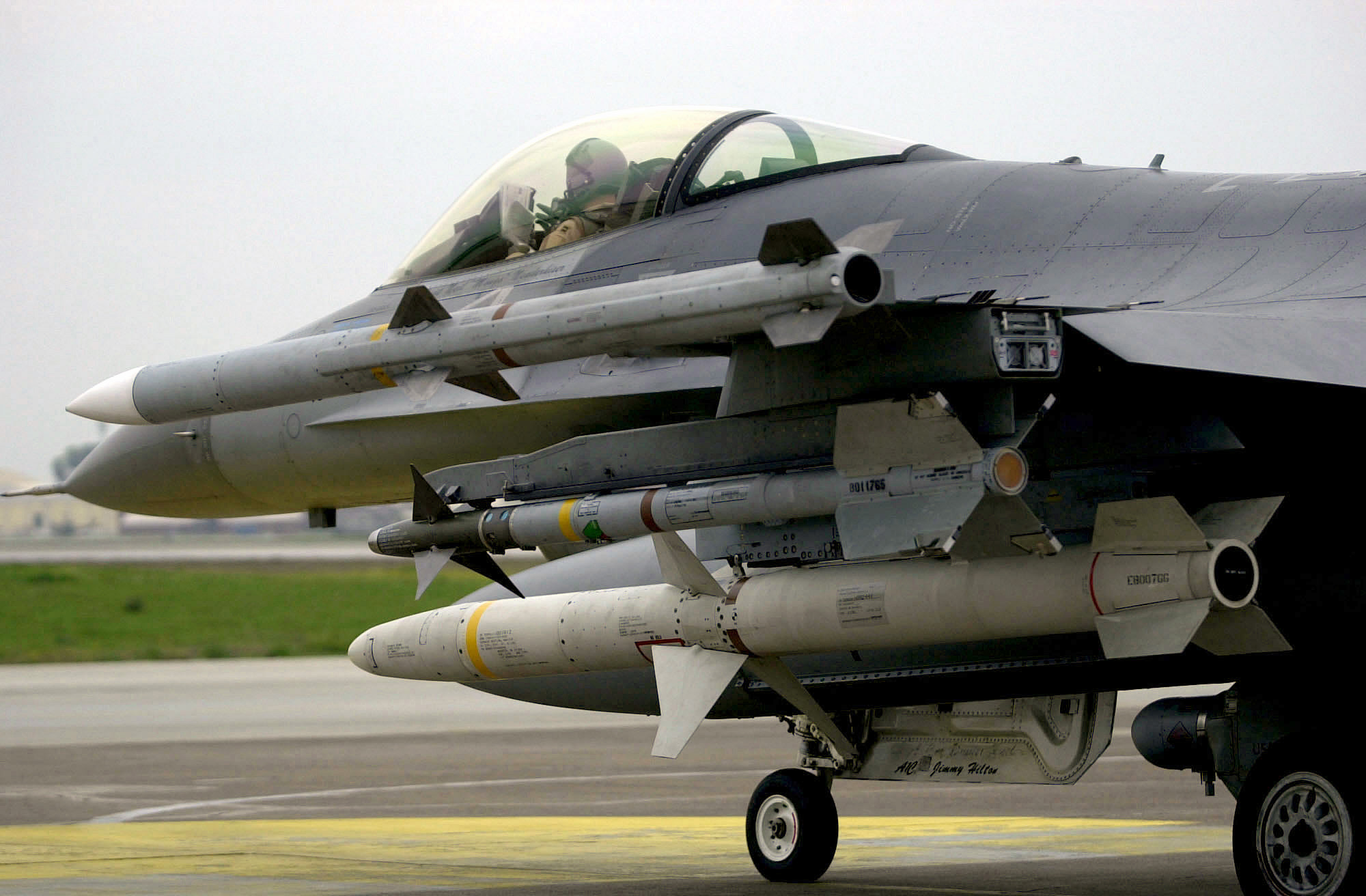
F-16 Fighting Falcon envolvido na Operação Northern Watch em İncirlik

Em resposta ao ataque terrorista de 11 de setembro de 2001, foi lançada a operação Enduring Freedom ("reforçando a liberdade") em outubro de 2001. İncirlik serviu como principal centro de apoio logístico e base para missões de apoio à guerra no Afeganistão, incluindo transporte aéreo humanitário, missões de operações especiais com MC-130 Hercules, missões de reabastecimento com KC-135 e operações de suporte às forças no terreno. O movimento aéreo da base cresceu 6 vezes durante o auge do conflito. Só quando ficaram operacionais as principais bases no Afeganistão e Uzbequistão é que o movimento desceu a níveis sustentáveis a longo prazo.
A ONW terminou com onício da Guerra do Iraque em 19 de março de 2003. A última patrulha ONW realizou-se em 17 de março, encerrando 12 anos de uma missão de sucesso. A 39.ª Ala Expedicionária foi inativada nesse ano, sendo substitída pelo 39th Air Base Group (grupo de base aérea). Em Agosto do mesmo ano chegaram à base os primeiro KC-135 Stratotankers e tropas para suportar as diversas operações organizadas em resposta ao 11 de setempro, bem como apoiar os trabalhos de reconstrução no pós-guerra e o combate aos rebeldes.

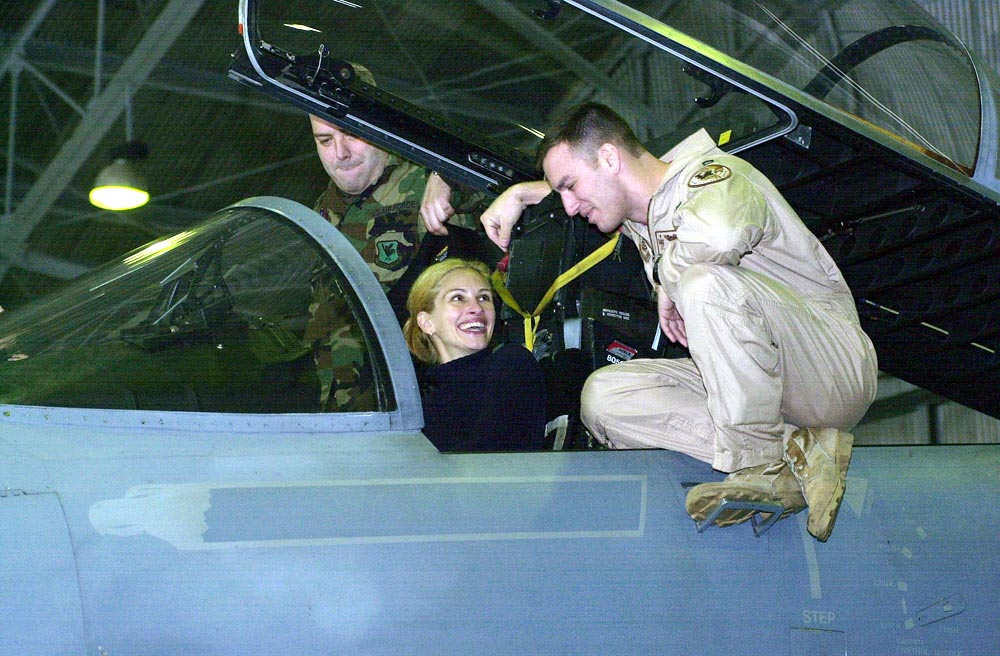
Julia Roberts no cockpit de um caça F-15 Eagle em İncirlik

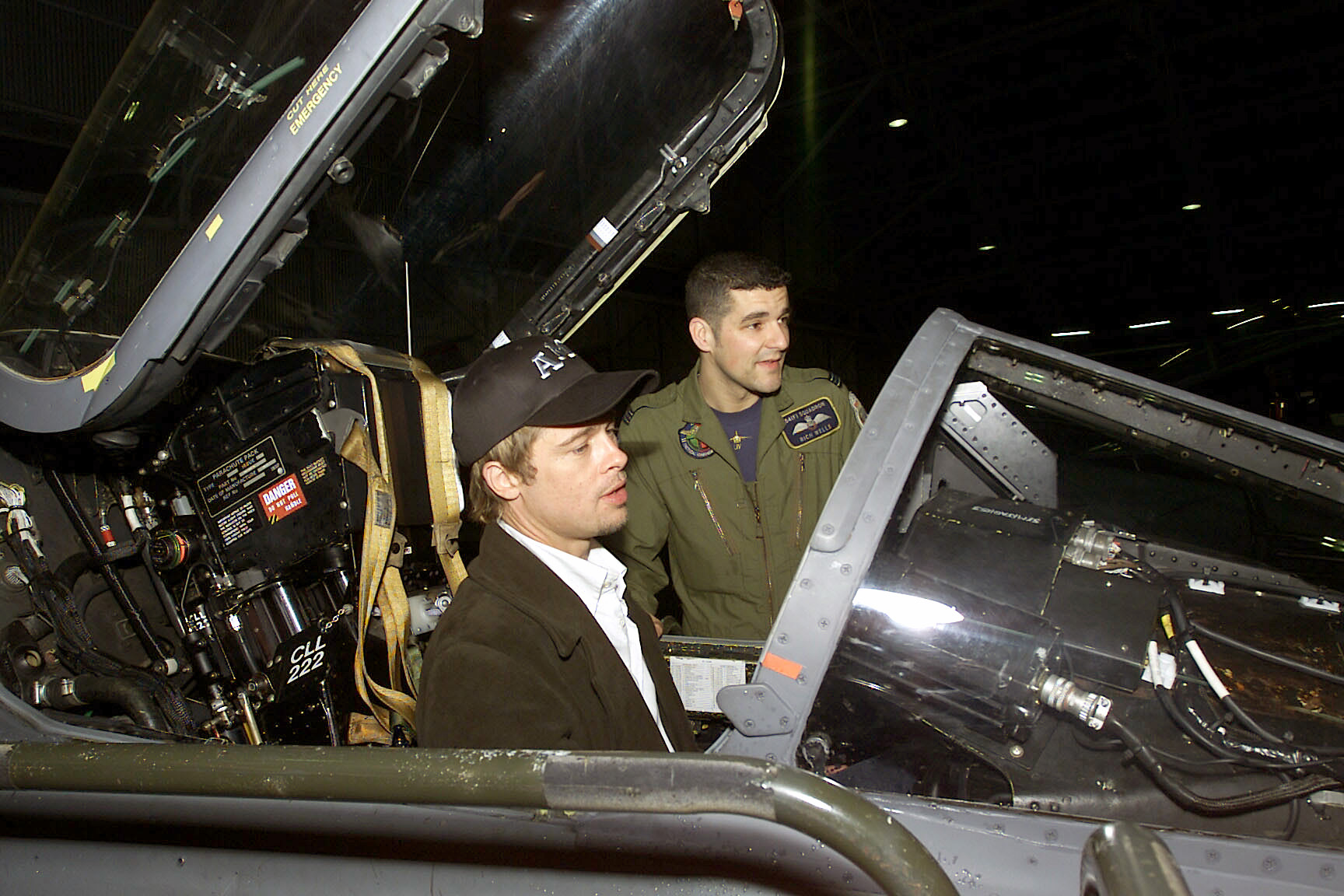
Brad Pitt no cockpit de um Jaguar GR3A da Força Aérea Real britânica em İncirlik

Em 6 de janeiro 2004 os primeiros 300 homens dos milhares que passariam por İncirlik pararam na base, a primeira paragem a caminho de casa, após terem passado quase um ano no Iraque. A base fez parte do que foi descrito como a maior movimentação de tropas da história dos Estados Unidos. İncirlik proporcionava aos soldados uma cama, algum conforto, entretenimento e comida por algumas horas fora da zona de combate.
Em 12 de março de 2004 o 39.º Grupo de Base Aérea foi desativado, sendo substitído pela 39.ª Ala de Base Aérea.

### Outras operações mais recentes
Sismo de Caxemira de 2005
İncirlik serviu de ponte ao suporte às operações de ajuda humanitária após o  Sismo de Caxemira de 2005. Com a ajuda de militares das forças aéreas turca e americana, cinco C-130 de carga provenientes de bases em Itália, Grã-Bretanha, Grécia e França transportaram abstecimentos urgentes, incluindo 100 000 tendas, do armazém do Alto Comissariado das Nações Unidas para os Refugiados em İskenderun para Islamabad, no Paquistão a 19 de outubro.
Guerra do Líbano de 2006
Durante o conflito entre Israel e o Hezbollah em julho de 2006 no Líbano, a base de İncirlik acolheu temporariamente americanos evacuados pelos navios da Marinha dos Estados Unidos de Beirute, no Líbano, para Mersin, na Turquia.

### Armas nucleares em İncirlik
Em abril de 2010 estimava-se que estivessem armazenadas em İncirlik 90 bombas nucleares B61. Falava-se então na possibilidade dos Estados Unidos retirarem essas e outras cerca de 100 armas nucleares do mesmo tipo estacionadas na Europa.

## Instalações de apoio
Além das instalações militares, existem os seguintes equipamentos para os militares e as suas famílias.
- AFN-Incirlik — unidade do Departamento de Defesa dos Estados Unidos que forcece programação de rádio e televisão

- Escola Americana

- Centro de Educação gerido pela University of Maryland University College, que ministra doze disciplinas por período, tais como: Inglês, História, Psicologia, Matemática, Ciências, Língua Estrangeira, Gestão, Computadores, Administração Pública, Sociologia e Direito Criminal
- Centro de fitness
- Uma sala de cinema que apresenta filmes que não estão em estreia
- Campo e Golf (Hodja Lakes)
- Centro Recreativo ao ar livre que fornece aluger de bicicletas, equipamento de campismo, material para churrascos, etc., além de organizar passeios turísticos na região
- Clínica veterinária